# کچلام

کچلام روستایی از توابع بخش رودبنه شهرستان لاهیجان در استان گیلان ایران است.این روستا از سه بخش بالا محله،میانمحله و پایین محله تشکیل شده است.

## نام گذاری
این روستا متناسب با پیشه و کار پیشینیان و اجداد مردم این روستا و منطقه نام گذاری شده است و به مرور زمان عمدتا به کاشت برنج و کم و بیش پرورش دام و ماهی تغییر پیدا کرده است و دیگر  تقریبا اثری از  تولید ابریشم در این روستا دیده نمی شود.محصول این روستا در قدیم پیله ابریشم بوده و امروزه به برنج تبدیل شده‌است.به همین دلیل به آن کج لوم(به گیلکی:مکان ابریشم)گفته میشد که بعدها به کچلام معروف شد.

## جمعیت
این روستا در دهستان شیرجوپشت قرار دارد و براساس سرشماری مرکز آمار ایران در سال ۱۳۹۵، جمعیت آن ۷۲۱نفر (۲۲۷خانوار) بوده‌است.